# Bantxa
El bantxa o te de tres anys  (en japonès: 番茶) és un te verd japonès de fulles assecades durant tres anys. Es conrea a partir del segon floriment del sentxa, entre l'estiu i la tardor (el primer es conrea per al shincha). El bantxa és el te verd corrent al Japó, i és considerat el te verd de menor qualitat. Té una forta olor de palla, i es macera a 80 °C, que poden obtenir-se afegint-hi un quart del volum d'aigua mineral a l'aigua bullent abans de posar-hi les fulles. La infusió a major temperatura fa que el te tingui un sabor amarg. Es deixa en maceració de 30 segons a 3 minuts.